# Lottia triangularis
Lottia triangularis är en snäckart som först beskrevs av Carpenter 1864.  Lottia triangularis ingår i släktet Lottia och familjen Lottiidae. Inga underarter finns listade i Catalogue of Life.